# Nairn and Hyman
Nairn and Hyman es un municipio canadiense situado en la provincia de Ontario.

## Superficie
Nairn and Hyman tiene una superficie de 159,18 km².

## Demografía
En 2021, tenía 373 habitantes, una densidad poblacional de 2,3 hab./km², y 215 viviendas.